# Blaž Kavčič
Blaž Kavčič (Ljubljana, 5 maart 1987) is een Sloveens professioneel tennisser. 
Kavčič begon op 4-jarige leeftijd met tennis. Hij kreeg zijn inspiratie van zijn grootvader Ludvig Dornik, die zelf een succesvol alpineskiër was en aan de Olympische Winterspelen 1956 had deelgenomen. Ook zijn ouders Alexander Kavčič en Bojana Kavčič waren succesvolle alpine skiërs. Reeds als junior behaalde hij goede resultaten en in 2005 werd hij professioneel tennisser. 
In 2009 behaalde hij driemaal de finale bij een Challenger toernooi. Nadat hij in San Remo en Busan verloren had, won hij in Alexandrië tegen Jesse Levine zijn eerste titel. Slechts een maand later won hij in Constanta zijn volgende titel door een overwinning op Julian Reister.
In 2010 behaalde hij bij de Australian Open voor de eerste keer in zijn sportieve loopbaan de kwartfinale van een Grand-Slam-toernooi. In datzelfde jaar won hij de Challengers van Ljubljana, Rijeka en Karshi. Ook in 2011 en 2012 won hij enkele Challengers, waaronder Florianopolis  bij de dubbel. 
Anno februari 2020 heeft hij 17 challengers gewonnen in het enkelspel en twee challengers in het dubbelspel.

## Palmares
| Legenda                       | Legenda               |
| ----------------------------- | --------------------- |
| Grand Slam                    |                       |
| Olympische Spelen             |                       |
| tot 2009                      | vanaf 2009            |
| Tennis Masters Cup            | ATP Finals            |
| ATP Masters Series            | ATP Tour Masters 1000 |
| ATP International Series Gold | ATP Tour 500          |
| ATP International Series      | ATP Tour 250          |

### Enkelspel
| Nr.                  | Datum             | Toernooi    | Ondergrond | Tegenstanders in finale | Score             | Details |
| -------------------- | ----------------- | ----------- | ---------- | ----------------------- | ----------------- | ------- |
| Gewonnen challengers |                   |             |            |                         |                   |         |
| 1.                   | 31 mei 2009       | Alessandria | Gravel     | Jesse Levine            | 7-5, 6-3          |         |
| 2.                   | 28 juni 2009      | Constanța   | Gravel     | Julian Reister          | 3-6, 6-3, 6-4     |         |
| 3.                   | 22 augustus 2010  | Karshi      | Hardcourt  | Michael Venus           | 7-6, 7-6          |         |
| 4.                   | 12 september 2010 | Rijeka      | Gravel     | Rubén Ramírez Hidalgo   | 6-4, 3-6, 7-6     |         |
| 5.                   | 26 september 2010 | Ljubljana   | Gravel     | David Goffin            | 6-2, 4-6, 7-5     |         |
| 6.                   | 18 september 2011 | Banja Luka  | Gravel     | Pere Riba               | 6-4, 6-1          |         |
| 7.                   | 29 april 2012     | São Paulo   | Gravel     | Julio Silva             | 6-3, 7-5          |         |
| 8.                   | 10 juni 2012      | Furth       | Gravel     | Serhij Stachovsky       | 6-3, 2-6, 6-2     |         |
| 9.                   | 1 september 2013  | Bangkok     | Hardcourt  | Jeong Suk-joung         | 6-3, 6-1          |         |
| 10.                  | 15 juni 2014      | Fergana     | Hardcourt  | Aleksandr Koedrjavtsev  | 6-4, 7-6          |         |
| 11.                  | 22 juni 2014      | Tianjin     | Hardcourt  | Aleksandr Koedrjavtsev  | 6-2, 3-6, 7-5     |         |
| 12.                  | 13 juli 2014      | Portorož    | Hardcourt  | Gilles Müller           | 7-5, 6-7, 6-1     |         |
| 13.                  | 22 maart 2015     | Shenzhen    | Hardcourt  | Andre Ghem              | 7-5, 6-4          |         |
| 14.                  | 4 september 2016  | Bangkok     | Hardcourt  | Go Soeda                | 6-0, 1-0 (opgave) |         |
| 15.                  | 16 juli 2017      | Winnipeg    | Hardcourt  | Peter Polansky          | 7-5, 3-6, 7-5     |         |
| 16.                  | 30 juli 2017      | Granby      | Hardcourt  | Peter Polansky          | 6-3, 2-6, 7-5     |         |
| 17.                  | 16 september 2018 | Shanghai    | Hardcourt  | Hiroki Moriya           | 6-1, 7-6          |         |

### Dubbelspel
| Nr.                              | Datum           | Toernooi      | Ondergrond | Partner      | Tegenstanders in finale       | Score            |
| -------------------------------- | --------------- | ------------- | ---------- | ------------ | ----------------------------- | ---------------- |
| Gewonnen challengers herendubbel |                 |               |            |              |                               |                  |
| 1.                               | 4 maart 2012    | Florianópolis | Gravel     | Antonio Veić | Javier Marti Leonardo Tavares | 6-3, 6-3         |
| 2.                               | 11 oktober 2015 | Sacramento    | Hardcourt  | Grega Žemlja | Daniel Brands Dustin Brown    | 6-1, 3-6, [10-3] |